# Plasmodi falcípar
El plasmodi falcípar (Plasmodium falciparum) és un apicomplex paràsit de l'home. Es poden observar diferents fases evolutives, en el mosquit Anopheles (en el que es reprodueix el paràsit), a l'interior dels hepatòcits i a l'interior dels glòbuls vermells. Els seus gametòcits maduren dins del moll d'os abans de completar el procés de transmissió i disseminació i es desenvolupen precoçment en els precursors eritrocitàris. Els gametòcits immadurs no s'observen a la sang perifèrica i són els responsables de les alteracions hematològiques, en especial la diseritropoesi i l'anèmia, que apareixen ja en la primera fase de la infecció humana. Els gametòcits madurs que circulen per la sang durant un temps determinat i que no contribueixen directament en la patogenicitat palúdica són essencials, però, en la transmissió parasitària hoste humà-mosquit que manté en activitat el cicle infectiu de l'espècie. El paràsit, que pot sofrir danys estructurals en l'ADN durant el procés de replicació dins dels eritròcits, té diferents mecanismes per reparar-lo i mantenir la seva integritat cromosòmica (recombinació homòloga i addició telomèrica de novo) que li permeten sostenir estable el genoma i generar selectivament una major diversitat antigènica.

## Història
L'any 1956, Field i Shute descrigueren per primera vegada el cicle complert de la maduració gametocitària en cinc fases del P. falciparum. Emprant tècniques transcriptòmiques d'anàlisi de cèl·lula única, investigadors de la Universitat Duke han identificat les diferències d'expressió gènica entre els gametòcits masculins i femenins de P. falciparum. Aquestes dades tenen molta importància a l'hora de dissenyar noves estratègies dirigides a inhibir biomolecularment la capacitat de reproducció del paràsit.
El terme falciparum (del llatí: falx+parum) deriva de la forma corba, semblant a la d'una falç, que tenen els gametòcits.

## Epidemiologia
P. falciparum és l'agent causal de la malària terçana (de cicle curt). Prevalent a l'Àfrica, és el microorganisme responsable de la major part de les morts per malària. A banda de la pèrdua de vides, és considerat també la principal malaltia parasitària causant de seqüeles neuro-cognitives en els nens d'aquest continent. Als EUA, un 67,4% dels casos de malària registrats l'any 2015 entre els residents del país fou provocat per P. falciparum (tots importats, ja que des de 2003 no s'ha produït cap cas de paludisme autòcton). El seu paper en la patogènesi de parts preterme i de naixements de criatures de baix pes es coneix bé. En els darrers anys, s'ha observat un notable increment del nombre de països amb zones endèmiques d'aquesta espècie de plasmodi i, per tant, un major índex d'inoculació entomològica global. Fins fa poques dècades, la malària falcípara era una malaltia pròpia d'àrees rurals; avui dia, però s'aprecia un canvi en aquest patró i la seva incidència en els àmbits urbans ha augmentat. A banda dels fenòmens migratoris, l'adaptació del paràsit a nous anòfels és una concausa a tenir en compte. També s'ha comprovat que la coexistència en diverses espècies d'Anopheles presents a l'Àfrica tropical de P. falcipaum i determinats tripanosomes autòctons altera la capacitat vectorial dels mosquits, un fet que pot ajudar a entendre millor la dinàmica de la transmissió del paràsit dins d'aquesta regió geogràfica.
A l'Estat espanyol, la malària es considerà erradicada l'any 1964 i d'aleshores ençà s'han registrat poquíssims casos en persones sense antecedents de viatge a zones endèmiques. A priori, el mosquit vector Anopheles atroparvus predominant a la Península Ibèrica només pot iniciar cicles de transmissió de P. vivax i P. ovale, però cal tenir present que tant els fenòmens derivats de l'escalfament global com la importació continuada de plasmodis exòtics comporten un elevat risc de d'aparició de soques de P. falciparum capaces de reproduir-se en ell. El 1975 s'aconseguí eliminar el darrer focus europeu de malària falcípara autòctona a la regió grega de Macedònia.

## Diagnosi
L'anàlisi microscòpic de les característiques morfològiques del paràsit i dels eritròcits infectats per ell, en frotis de sang tenyits amb Giemsa o mètodes derivats, permet diferenciar-lo de les altres espècies de Plasmodium. En extensions hemàtiques de poc gruix i si la tinció és de bona qualitat, és poden apreciar unes estructures membranoses singulars a l'interior dels glòbuls vermells infectats pel P. falciparum, anomenades fenedures de Maurer i que tenen el seu origen en les proteïnes que el paràsit exporta a l'eritròcit. Una alternativa a les tincions tipus Giemsa és la benzotiocarboxipurina (un tint fluorescent). Distingir els diferents tipus de plasmodis amb microscòpia òptica no és fàcil, en especial a zones sense possibilitat d'accedir a procediments especials i amb coendemisme d'espècies, un fet que pot alterar l'eficàcia dels tractaments i potenciar la resistència de P. falciparum contra ells. Per aquest motiu, s'han ideat plataformes digitals senzilles que permeten entrenar a persones no expertes en el reconeixement de les característiques visuals microscòpiques més notòries (color, forma, textura, mida) en tincions de Giemsa corresponents als eritròcits infectats per les cinc espècies de Plasmodium causants de malària.
Els procediments diagnòstics també inclouen la PCR en temps real, la detecció antigènica i la detecció d'anticossos específics. Els sistemes automatitzats de citometria de flux són unes eines ràpides i simples per quantificar la parasitèmia provocada pel microorganisme. Els kits per recollir ADN de mostres de saliva, conservats i transportats a temperatura ambient, han demostrat ser una alternativa eficaç a la clàssica extracció de sang que podria ser un ajut per a facilitar el diagnòstic en zones sense gaires recursos. Noves tècniques basades en la PCR niuada permeten detectar conjuntament P. falciparum, P. vivax, P. ovale, P. malariae i P. knowlesi. Un grup d'investigadors danesos i suecs ha dissenyat un mètode que permet la seqüenciació genòmica total directa de P. falciparum en mostres de sang seca sobre un paper de filtre especial sense necessitat d'aparells elèctrics.

## Trets filogènics
Es creu que el Plasmodium falciparum que infecta els humans és el resultat de la transmissió entre espècies d'un paràsit diversificat prèviament entre els goril·les. A més dels goril·les, P. falciparum ha estat identificat en els bonobos i en els ximpanzés comuns. A Sud-amèrica infecta el tití bru, la mona llanosa grisa i a les espècies Alouatta puruensis i Ateles chamek. Es desconeixen els factors genètics i ecològics que permeten al paràsit adaptar-se a hostes d'espècies diferents en diferents continents. Per això, els experts consideren possible la coexistència de dues hipòtesis: que els grans simis siguin un reservori implicat en la difusió de la malaltia entre les poblacions properes als seus hàbitats i que l'augment de la infecció en els humans representi un factor accelerant en la desaparició de dits primats.
Es creu que les dues majors poblacions americanes de P. falciparum s'originaren a partir de soques provinents del comerç transatlàntic d'esclaus. En pocs segles, el paràsit ha desenvolupat geogràficament un considerable nombre de polimorfismes i modificacions en els seus microsatèl·lits que tenen importància mèdica.

## Patogènesi i manifestacions clíniques de la infecció perP. falciparum
Per envair els glòbuls vermells, P. falciparum utilitza primordialment el receptor eritrocitàri basigina (una proteïna de membrana multifuncional). Es creu que aquest plasmodi pot induir l'apoptosi d'eritròcits no infectats.
El paràsit té la capacitat d'alterar les funcions de les cèl·lules endotelials de la barrera hematoencefàlica i provocar una forma molt greu de la malaltia que té una considerable taxa de mortalitat (10-25%) tot i ser tractada correctament amb antipalúdics, la malària cerebral, Els eritròcits infectats presenten a la seva superfície molècules de proteïnes generades pel plasmodi que creen un fenomen de ‘citoadherència’ amb determinades estructures de l'endoteli de la microvasculatura del cervell. Una de les principals molècules adhesives és la proteïna de membrana eritrocitària P.  falciparum 1 (PMEPf1). La PMEPf1 inclou una gran varietat de proteïnes codificades per diferents gens del paràsit, que poden variar segons la seva pertinença a una població concreta. Fins fa poc es coneixien 14 estructures endotelials superficials receptores d'aquest tipus de molècules originades pel paràsit. Aquesta característica especial provoca que algunes tècniques analítiques efectuades amb sang perifèrica no indiquin correctament la gravetat de la infecció. El marcatge luminescent d'una proteïna específica creada pel plasmodi, la proteïna II rica en histidina del P. falciparum, fa possible determinacions d'aplicació pronòstica molt més acurades. In vitro, s'ha aconseguit inhibir la citoadherència endotelial del plasmodi falcípar emprant determinats anticossos monoclonals (Anti-ICAM-1 i CD36), si bé no ha estat assolida una complerta antiadhesió. Experimentalment, determinats polisacàrids aniònics semi sintètics modificats -en concret un tipus de glicosaminoglicà derivat de productes d'ús industrial- han demostrat tenir la capacitat potencial d'impedir i revertir la citoadherència del paràsit sense efectes adversos significatius, obrint la porta al desenvolupament futur d'agents farmacològics basats en aquests compostos. Algunes variants hemoglobíniques presents en els eritròcits (hemoglobina C i hemoglobina S modifiquen l'expressió de la PMEPf1 i, per tant, la capacitat d'adhesió del paràsit a l'endoteli. Això podria explicar l'efecte protector d'aquests tipus d'hemoglobina observat en les persones portadores davant les formes palúdiques més greus. Hi ha també un conjunt molt complex de variables en l'hoste que poden influir en la morbiditat de la infecció, com ara l'edat o el grup sanguini. S'han identificat nous receptors d'adherència eritrocitària (JAM-B -Junction Adhesion Molecule B-, fibronectina cel·lular i laminina, per exemple), si bé per ara no ha estat descoberta cap associació significativa entre un receptor en particular i la intensitat lesiva de la malària falcípara.
La forma cerebral de la malària falcípara s'acompanya sovint, sobretot en nens, d'una retinopatia hemorràgica particular derivada de l'oclusió de la microcirculació ocular secundària al fenomen de segrest eritrocitàri característic del paràsit. Ocasionalment, dita retinopatia s'observa en adults, sent reversible amb el tractament oportú. La malària cerebral debuta de vegades amb un quadre psicòtic agut, el qual pot tenir característiques similars a les que provoca una infecció pel virus de la ràbia.
Una de les complicacions més serioses de la malària per P. falciparum és la síndrome del destret respiratori agut. Un clade del paràsit, anomenat VAR2CSA per expressar aquesta proteïna particular de la família de les PMEPf1s, s'ha relacionat directament amb el naixement de nens de baix pes subseqüent a la infecció materna. Dita proteïna té la propietat d'adherir-se específicament al receptor placentari condroïtina-sulfat A, fet que comporta l'acumulació d'eritròcits infectats en els teixits de la placenta i greus conseqüències sobre la salut de la mare i del fetus. Les dones són especialment susceptibles durant el seu primer embaràs a la infecció per Plasmodium falciparum i a presentar malària placentària. Això representa un greu problema de salut pública als països tropicals. La susceptibilitat de la mare disminueix en els embarassos posteriors, ja que augmenten els nivells d'anticossos contra els antígens de superfície creats en els eritròcits. La major immunitat materna, però, incrementa conseqüentment la susceptibilitat a la malària dels nadons, en especial quan la parasitèmia de la placenta es baixa. Els infants afectats per la forma cerebral de la malària falcípara desenvolupen dèficits cognitius persistents en un 5-21% dels casos. Dita forma és la principal causa de convulsions epilèptiques entre els nens petits que viuen en zones d'endemisme del paràsit. D'ells, un ~10% presenten algun tipus de síndrome epilèptica entre els 3 i els 6 anys posteriors a la infecció. Es desconeixen dades fiables sobre les seqüeles postpalúdiques d'aquesta naturalesa en els adults, si bé es creu que el tipus i la gravetat dels problemes neuropsíquics a mitjà i llarg termini varien en funció de l'edat d'adquisició de la parasitosi. L'exposició prenatal (intrauterina) a P. falciparum es relaciona amb hiperparasitèmia durant els episodis clínics de malaria en nens petits.

## Fàrmacs contra la infecció perP. falciparum
Un problema preocupant avui dia és el desenvolupament en el paràsit de nous mecanismes de resistència davant els tractaments antimalàrics més comuns. En concret, s'han identificat mutacions en un dels seus gens (k13) que alteren l'eficàcia del tractament amb artemisines. Això ha fet necessària la recerca de compostos d'artemisinina modificats que inhibeixin l'activitat patògena dels P. falciparum resistents. Algunes mutacions confereixen al plasmodi resistència creuada artemisines-fàrmacs ozònids (antipalúdics de darrera generació), mentre que la mutació majoritària C580Y no ocasiona aquest fet. Per contra, el cessament del clàssic tractament amb cloroquina a l'Àfrica, ha augmentat de nou la sensibilitat del paràsit envers aquesta substància.
P. falciparum també ha creat formes resistents als fàrmacs antifolat de diferents grups (pirimetamina i biguanida o sulfonamida i sulfona), gràcies a mutacions puntuals i a canvis en l'enzim trifosfat de guanosina-ciclohidrolasa que regula la via de síntesi del folat en el paràsit.
La primaquina (un medicament del mateix grup farmacològic que la cloroquina) s'utilitza en la profilaxi contra la infecció per P. falciparum i té una considerable eficàcia. Un dels efectes indesitjats del compost és provocar hemòlisi en persones amb deficiència de glucosa-6-fosfat-deshidrogenasa, una malaltia no infreqüent en algunes zones on aquest plasmodi és endèmic. Ara per ara, es treballa per determinar quina pot ser la dosi òptima de primaquina i minimitzar així dit problema sense perdre la seva capacitat profilàctica. Es considera segura i efectiva per bloquejar la transmissió del plasmodi una monodosi de 0,25 mg/kg. Pot administrar-se també conjuntament amb artemisines. El principal problema, però, existent a molts països és la manca de medis per detectar dita enzimopatia entre la població exposada al P. falciparum i d'adaptació dels seus sistemes de salut a la dosi recomanada.
La tafenoquina, un derivat de la primaquina, combinada amb algunes artemisines aconsegueix una sinèrgia davant les formes asexuals del P. falciparum, independentment del seu perfil genètic; per contra, la mateixa combinació ocasiona interferències en el mecanisme d'acció dels dos tipus de fàrmacs contra els gametòcits del paràsit. L'emersió de plasmodis falcípars resistents a les associacions d'artemisines amb altres medicaments i la manca de disponibilitat a curt termini de fàrmacs antimalàrics alternatius són aspectes que generen una forta preocupació entre els experts. L'aparició de fenòmens de multitolerància en soques circulants de P. falciparum, possibilitat ja demostrada in vitro, fa necessària una recerca coordinada de noves teràpies combinatòries triples. El blau de metilè (BM) va ser el primer antimalàric sintètic, emprat entre finals del segle xix i principis del XX fins al descobriment de nous fàrmacs contra la infecció. Les revisions d'avui dia posen l'accent en el fet que el MBT, combinat amb altres medicaments, és eficaç contra la malària falcípara. Si bé el MB administrat de forma aïllada té un efecte molt lent davant les formes asexuals de P. falciparum, actua sinèrgicament amb les artemisines eliminant els paràsits; a més de reduir els gametòcits i la consegüent transmissió pels mosquits. Per regla general, el MB es tolera bé i rares vegades ocasiona molèsties gastrointestinals (vòmits) o urogenitals (uretritis i orina blava). El MB pot ser una alternativa potencial a la primaquina per disminuir la infectivitat falcípara post tractament i un element útil en les teràpies de triple combinació.
La recerca d'antipalúdics amb nous mecanismes d'acció contra els P. falciparum resistents ha desenvolupat els MEPicides (MethylErythritol Phosphate o metileritrol fosfat), unes substàncies que actuen contra els enzims precursors que fan possible una correcta síntesi dels isoprenoides necessaris en molts processos cel·lulars del paràsit. Determinats endoperòxids (uns enzims precursors de les prostaglandines) tenen in vivo i in vitro la capacitat d'eliminar les fases asexuals intraeritrocítiques dels plasmodis falcípars artemisina-resistents.
Una catequina (una substància polifenòlica) extreta de les fulles de l'arbre indonesi Garcinia celebica sembla inhibir el creixement dels plasmodis falcípars cloroquina-resistents alterant els seus mecanismes de resistència a l'estrès oxidatiu. També s'investiguen els efectes de diversos compostos polifenòlics existents a Alectryon serratus (un arbre de la família Sapindaceae propi de l'Àsia Sud-oriental), en especial els derivats de l'àcid gàl·lic, sobre algunes soques de P. falciparum. Els extrets d'arbres tropicals del gènere Terminalia són actius contra les soques PfINDO (cloroquina-resistent) i Pf3D7 (cloroquina-sensible) del paràsit. Són nombrosos els treballs publicats sobre substàncies d'origen vegetal amb propietats antipalúdiques provinents de la fitoteràpia tradicional. Quasi un 80% de les plantes avaluades no mostra in vitro cap activitat contra la infecció. S'ha observat un gran variabilitat en els efectes d'espècies idèntiques conreades i collides en països diferents i també diferències en l'eficàcia d'una mateixa planta davant determinats tipus de P. falciparum. Per exemple, la CI50 (concentració inhibitòria mitjana) dels extractes de l'herba Artemisia annua és distinta si s'empren contra soques sensitives a la cloroquina o contra soques cloroquina-resistents del paràsit.
Chromobacterium spp. (uns bacteris Gram-negatius) han demostrat tenir in vivo i in vitro propietats contra els estadis asexuals de P. falciparum gràcies a la seva producció de rodepsina (un compost inhibidor de la histona desacetilasa utilitzat en el tractament de certs limfomes). El mecanisme d'acció d'aquesta substància és diferent al dels antimalàrics existents fins ara.
Assajos en fase I/II indiquen que la sevuparina (una heparina modificada de baix efecte anticoagulant) té la capacitat de bloquejar la invasió dels glòbuls vermells pels merozoïts (els precursors dels trofozoïts) i aconsegueix alliberar temporalment els eritròcits segrestats pel paràsit. En aquesta línia de treball, un equip de científics de la UB i de la Universitat Federal de Rio de Janeiro investiga les propietats antipalúdiques de determinats polisacàrids sulfatats obtinguts a partir d'organismes marins, que tenen similituds estructurals amb la heparina i que, in vitro, limiten el creixement del Plasmodium falciparum. En models murins de malària cerebral, l'extret etanòlic del fong Trichoderma stromaticum (emprat en el biocontrol de plagues del cacau) aconsegueix reduir la citoadherència del plasmodi i l'expressió de factors inflamatoris que afecten la microvasculatura del cervell, protegint així la integritat de la BHE.
D'una altra banda, un grup multinacional d'investigadors treballa en el desenvolupament de nanopartícules transportadores basades en determinades estructures proteiques secundàries pròpies del P. falciparum, dissenyades per lliurar vacunes efectives contra la malària. La recerca de potencials nanotransportadors -liposòmics, polímerics o combinats- de fàrmacs antimalàrics té un ampli ventall d'objectius. Un d'ells és aconseguir partícules que penetrin dins dels mosquits vectors i actuïn directament sobre el plasmodi, evitant l'eliminació dels dípters i desfent així el cicle transmissor sense afectar l'ecosistema.
La PfEMP1, responsable dels fenòmens de segrest eritrocitàri i d'adhesió vascular abans esmentats, es considera el principal factor de virulència del paràsit i té una gran variabilitat antigènica encara no tipificada completament, malgrat ser l'estructura de superfície més estudiada des del punt de vista patogènic. Algunes variants específiques de dita molècula podrien ser objectius de gran valor per crear una vacuna contra P. falciparum. La gran complexitat que representa la identificació de les característiques particulars d'aquest conjunt de proteïnes de superfície dificulta molt trobar anticossos que neutralitzin les seves accions i el disseny de vacunes epitòpiques semblants a les que actualment es desenvolupen contra determinats Paramixovirus. Així mateix, un dels principals problemes a l'hora de dissenyar vacunes contra els estadis eritrocitàris de P. falciparum és la presència en algunes soques de múltiples proteïnes funcionalment redundants. Aquesta població de plasmodis té la capacitat de modular els trets fenotípics de les seves propietats invassives per evadir la resposta immune i assegurar-se la supervivència. Es creu que pot canviar l'expressió de les proteïnes que li permeten envair els eritròcits a través de diverses vies gràcies a mecanismes epigenètics, possiblement relacionats amb la metilació de les histones.
L'apicoplast del paràsit (un orgànul semiautònom intracel·lular, imprescindible per mantenir els processos de pinocitosis del seu cicle infectiu, amb un genoma propi localitzat en una molècula circular d'ADN que té 35.000 parells de bases), està implicat en la síntesi o el control de més de 500 proteïnes, algunes relacionades amb la formació de lípids, isoprenoides i aminoàcids i altres de funció desconeguda encara. Moltes d'elles es codifiquen en el nucli i són importades per l'apicoplast. També permet als estadis intraeritrocítics del plasmodi biosintetitzar vitamina E, un fet que li facilita evitar els efectes de l'estrès oxidatiu. La pèrdua de l'orgànul provoca la mort diferida del P. falciparum. Diversos hídrids farmacofòrics del triclosà i la cumarina han demostrat que interfereixen la biosíntesi d'àcids grassos realitzada per les sintases de l'apicoplast. Ja que aquesta biosíntesi és essencial per la supervivència del plasmodi durant la seva fase hepàtica, es creu que dits nous farmacòfors són un avenç prometedor en el desenvolupament d'antimalàrics que actuïn en l'etapa extraeritrocitària de la infecció. Dita fase -clínicament silent- és del tot necessària per que el paràsit completi el seu cicle vital. En ella, amb la finalitat d'aconseguir un adequat desenvolupament dins de l'hepatòcit que asseguri la seva replicació massiva, els plasmodis utilitzen l'aquaporina-3 (encarregada de canalitzar l'aigua i el glicerol) de la cèl·lula hoste per nodrir-se. Un compost inhibidor de l'AQP3 derivat de l'or (Auphen), té la propietat de disminuir la càrrega parasitària en el fetge i els eritròcits.

## Darreres investigacions relacionades ambP. falciparum
Un equip de recerca integrat per científics de diversos centres europeus i israelians, en el que participen experts del sincrotró Alba, ha publicat noves dades sobre les vies d'actuació bioquímica que utilitza el P. falciparum per sobreviure als compostos nocius relacionats amb els mecanismes de digestió de l'hemoglobina que es generen quan infecta els hematies. Els investigadors han utilitzat una combinació de dues tècniques avançades que apliquen la llum de sincrotró: la tomografia de transmissió de raigs X tous i la microscòpia de fluorescència de raigs X. Aquest procediment fa possible determinar la concentració i la proporció de partícules de ferro, sofre o potassi dins de la cèl·lula i del paràsit. El coneixement del procés de gestió de residus químics dels grups hemo emprat pel plasmodi es considera de gran interès per dissenyar específicament una nova línia de fàrmacs antimalàrics.
Una nova classe de compostos basats en les calcones presenta in vitro una activitat significativa contra P. falciparum que podria complementar l'acció d'altres medicaments contra les seves formes resistents.
Diverses substàncies derivades de la 2-aminopiridina ha demostrat experimentalment la seva eficàcia contra les formes intraeritrocitàries del plasmodi. Una d'elles, anomenada MMV390048, podria ser emprada com a agent quimioprotector oral monodosi. In vitro i in vivo l'esquizonticida eritrocític JPC-3210, desenvolupat a partir del 2-aminometilfenol (un agent salurètic), té una potent activitat davant les línies multiresistents de P. falciparum, baixa citotoxicitat i uns trets farmacocinètics preclinics favorables. Aquestes propietats fan que sigui considerat un element d'especial interés per ser incorporat a futures estratègies contra la malària falcípara.
Treballs in silico posen de manifest la capacitat dels compostos híbrids quinolona-triazole per impedir el desenvolupament del paràsit durat la seva etapa eritrocítica a través de la inhibició de la cisteïna-proteasa falcipaïna-2 (un enzim de la família de les papaïnes implicat tant en la captura com en la hidròlisi de l'hemoglobina). Aquest fet pot ser molt útil a l'hora de crear fàrmacs antipalúdics innovadors.
Avui dia (2017) no es considera l'exanguinotransfusió una teràpia coadjuvant d'eficàcia provada en el tractament dels malalts crítics per la infecció de P. falciparum, ja que -en general- no millora l'índex de supervivència. Alguns autors, però, indiquen que és una opció a tenir en compte en determinats casos amb fallada multiorgànica.